# Indian Cross Point
Indian Cross Point – przylądek (point) w kanadyjskiej prowincji Nowa Szkocja, w hrabstwie Pictou (45°38′49″N, 62°41′18″W), wysunięty w rzekę East River of Pictou, na jej wschodnim brzegu; nazwa urzędowo zatwierdzona 8 listopada 1948.